# Ogcodes lautereri
Ogcodes lautereri este o specie de muște din genul Ogcodes, familia Acroceridae, descrisă de Chvala în anul 1980.
Este endemică în Bulgaria. Conform Catalogue of Life specia Ogcodes lautereri nu are subspecii cunoscute.